# Code de Leovigild

Droit romano-germanique
Droit du haut Moyen Âge
Code d'Euric Liber Iudiciorum
Le Code de Léovigild ou Codex Revisus est un code juridique wisigothique probablement entré en vigueur en 582. En réalité, il s'agit d'une révision du code d'Euric (Codex Euricianus) faite à la fin du VIe siècle sous le règne de Léovigild (568 – 586). Il est connu par les écrits d'Isidore de Séville, un ecclésiastique et encyclopédiste qui lui est presque contemporain. Cet ensemble de lois constitua la base du Liber Iudiciorum, code de loi ibérique qui en fit la synthèse avec le bréviaire d'Alaric.
En 1974, Alfonso García-Gallo a fait un examen critique du code et a rejeté l'affirmation d'Isidore de Séville selon laquelle Leovigild avait formulé un nouveau code. En effet, à partir des lois de Chindaswinthe  qui ont repris le Liber Iudiciorum ou Code de Réceswinthe, l'auteur a pu retrouver des modifications de lois plus anciennes du règne de Léovigild.